# Сурепка каменная
Суре́пка каменная (лат. Barbarea rupicola) — многолетнее травянистое растение; вид рода сурепка семейства капустные. Высота растения — от 10 до 30 см. Размер цветка — 10-12 мм. В естественных условиях цветёт с апреля по июль. Сурепка каменная используется в цветоводстве.